# Bohuslän
Bohuslän (dánsky Båhuslen) je švédská provincie v Götalandu v nejsevernější části západního pobřeží země. Rozkládá se podél pobřeží Skagerraku mezi řekou Göta a norskou hranicí, má rozlohu 4 400 km² a žije v něm okolo 300 000 obyvatel. Největším městem je Uddevalla.
Území se jmenuje podle hradu Bohus (staronorsky Bágahús), založeného roku 1308 Haakonem V. Norským. Provincie Bohuslän byla součástí Norska a potom dánsko-norského království až do roku 1658, kdy ji díky roskildskému míru získali Švédové. V roce 1680 se stala součástí kraje Göteborg a Bohus, který byl po administrativní reformě v roce 1998 rozšířen na Västra Götaland.
Pobřeží je členité a skalnaté s více než třemi tisíci ostrovy, z nichž největší je Orust. K Bohuslänu patří i ostrůvek Stora Drammen, na kterém se nachází nejzápadnější bod Švédska. Největší švédský fjord Gullmarn byl v roce 1983 vyhlášen mořskou rezervací. Ve vnitrozemí se nacházejí četná jezera, z nichž největší je Bullarebygden. Tradičním způsobem obživy místních obyvatel je lov sleďů a těžba žuly, Uddevalla proslula výrobou lodí a automobilů a Kungälv potravinářským průmyslem. Územím provincie prochází železniční trať Bohusbanan. Rozvíjí se turistika: Bohuslän nabízí zachovanou přírodu i více než dvacet tisíc registrovaných památek. Skalní rytiny v Tanum, staré okolo tří tisíc let, jsou chráněny jako Světové dědictví.

## Galerie

Vlajka
Znak
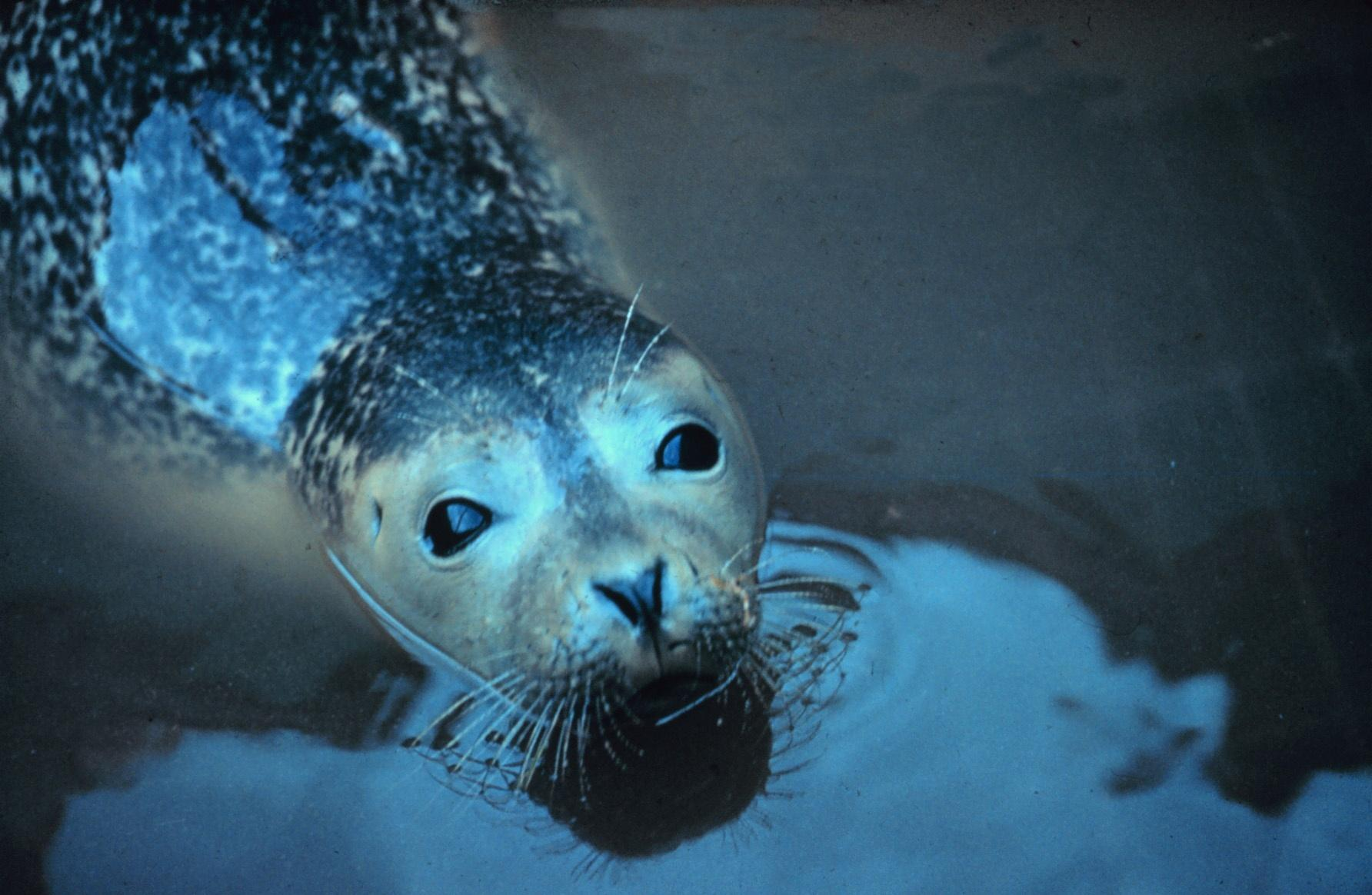
Tuleň obecný, oficiální zvířecí symbol Bohuslänu